# Флавія Юлія Констанція
Флавія Юлія Констанція (лат. Flavia Iulia Constantiaa, між 293 та 300 —330) — дружина римської імператора Ліцинія I.

## Життєпис
Походила з династії Костянтина. Була донькою імператора Констанція I та Максиміани Теодори. Народилася між 293 та 300 роками у м. Августа Треверора (сучасний Трір, Німеччина), головній ставці імператорів у Галлії.
У 312 році відбулися її заручини з імператором Ліцинієм. Це було зроблено на догоду політичним планам зведеного брата Констанції — Костянтина I, який мав намір об'єднатися з Ліцинієм для боротьби проти Максенція. У 313 році, вже після поразки останнього, у Медіолані відбулося весілля Констанції з Ліцинієм. Тоді ж було ухвалено едікт щодо свободи віросповідань.
Разом із чоловіком перебралася до Нікомедії. У 315—316 роках супроводжувалася чоловіка під час війни того із братом. У 317 році під впливом Євсевія, християнського єпископа Нікомедії, який сповідував аріанство, Констанція прийняла хрещення, стала активною прихильницею Арія.
У 324 році, після поразки Ліцинія, вела перемовини з братом щодо збереження життя її чоловіка та сина в обмін на зречення Ліцинія. Втім у 325 році було підступно страчено чоловіка Констанції, а у 326 році — сина. Разом з тим продовжувала користуватися пошаною при дворі Костянтина I, який надав їй найвищий титул (після Августи).
Констанція останні роки присвячувала переважно релігійним питанням. підтримці аріанства. В цьому мала значний вплив на свого брата-імператора. У 325 році, під час Нікейського собору, підтримувала аріанську фракцію. Разом з тим домоглася повернення із щзаслання Арія. Констанція померла у 330 році. На її честь Костянтин I перейменував місто Майуму у Палестині на Констанцію.

## Родина
Чоловік — Ліциній, імператор у 308—324 роках
Діти:
- Ліциній II (315—326)